# الخروف (بعدان)

تعديل مصدري - تعديل

الخروف محلة تابعة لقرية مزاحم، التابعة لعزلة حيسان بمديرية بعدان إحدى مديريات محافظة إب في الجمهورية اليمنية، بلغ تعداد سكانها 86 حسب تعداد اليمن لعام 2004.